# Nelson Goerner
Nelson Goerner, né le 9 mai 1969 à San Pedro (Argentine), est un pianiste argentin.

## Biographie
Nelson Goerner obtient en 1986 le premier prix du Concours Franz Liszt de Buenos Aires, et rencontre la même année Martha Argerich. À l'issue d'études au conservatoire de Genève auprès de Maria Tipo, il obtient en 1990 le 1er prix au Concours international d'exécution musicale de Genève. 
Ce musicien soliste réputé s’est produit depuis avec les orchestres tels que Philharmonia Orchestra, London Philharmonic Orchestra, Orchestre de la Suisse Romande, Deutsche Kammerphilharmonie, Hallé Orchestra, Tokyo’s NHK Symphony Orchestra et sous la  direction de chefs d'orchestre comme Armin Jordan, Andrew Davis, Emmanuel Krivine, Neeme Järvi, Frans Brüggen, Esa-Pekka Salonen, Vladimir Ashkenazy, Philippe Herreweghe, Sir Mark Elder et Fabio Luisi. Il a joué en musique de chambre avec Martha Argerich, Steven Isserlis, Sol Gabetta, Gary Hoffman et Tedi Papavrami. 
Il a également réalisé des enregistrements d'œuvres de Chopin,, Schumann, Liszt, Debussy et Rachmaninov, ainsi que de Paderewski,,, et Jon Lord.